# Universalisme (teologi)
 For alternative betydninger, se Universalisme. (Se også artikler, som begynder med Universalisme)
Universalisme er i kristen sammenhæng en betegnelse for troen på at Guds nåde omfatter alle, og at ingen ender for evigt i helvede.
Universalisme lærer imod doktrinen om evig straf, da de baseret på de originale græske og hebraiske tekster af Bibelen ikke finder noget koncept om det.
Denne tro har givet navn til den universalistiske kirke – et trossamfund, som især har været aktivt i USA, og som i 1961 fusionerede med den unitariske kirke. Blandt de kendte ritualer er blomsterandagt.
Også i andre kirker ses universalistisme.

## Universalisme i Den Tidlige Kirke
Universalisme var meget udbredt i Den Tidlige Kristne kirke. Store kirkefædre som Gregor af Nyssa, Clement af Alexandria og Origenes advokerede i deres skrifter for Apokatastase (altings genoprettelse) som beskrevet i Apostlenes Gerninger 3:21: "Jesus skal bo i himlen, indtil de tider kommer, da alt det genoprettes, som Gud fra fordums tid har forkyndt gennem sine hellige profeters mund."
Mange af kirkefædrene så Guds straf som midlertidig, med renselse af sjælen fra synd som det primære mål.
Troen på alles endelige frelse var meget udbredt i de første 500 år i Den Kristne Kirke, og selv Augustin af Hippo (der ikke var universalist) skrev, at der var "en ret stor del" af de kristne på hans tid, der ikke troede på evig straf.
Historikeren Henry Nutcomb Oxenham skrev om Den Tidlige Kirke:
"Læren om evig straf blev overhovedet ikke troet af nogle af de helligste og klogeste af [kirke]fædrene, og der blev ikke undervist i det som en integreret del af den kristne tro af nogen - selv ikke af dem, der så det [evig straf] som en mulighed.”
Encyklopædi om Religiøs Viden (1908) af Schaff-Herz (Philip Schaff) siger i bind 12, side 96:
”I kristendommens første fem eller seks århundreder var der seks teologiske skoler, hvoraf fire (Alexandria, Antiochia, Cæsarea og Edessa, eller Nisibis) var universalister. Den femte (Efesus) accepterede betinget udødelighed, og den sidste (Kartago eller Rom) lærte om evig straf for de onde. Andre teologiske skoler nævnes som grundlagt af universalister, men deres egentlige doktrin om dette emne forbliver ukendt. "

## Universalisme i de sidste 200 år
I de sidste to hundrede år har der været mange teologer og kendte personer i kristendommen, der har holdt sig til doktrinen om alles frelse (eller et stort håb om det). De mest kendte er Hans Urs von Balthasar, Karl Barth, biskop Desmond Tutu, George MacDonald, A.E Knoch, Hans Christian Andersen, George T. Knight, David Bentley Hart, Thomas Tallin og Thomas Talbott.

## Kritik af Universalisme
Efter at meget af Origenes' lære (dog ikke hans tro på Apokatastase) blev dømt som kætteri ved synoden i Konstantinopel i 543 blev meget af Den Katolske Kirke i Vesten påvirket af Augustins teologi, der involverede evig straf. Selv om enkelte teologer gennem middelalderen og efter Reformationen holdt sig til læren om alles frelse, var det ikke en udbredt doktrin længere.
Flere kritiserer læren om alles frelse med, at denne lære går imod det, Bibelen har at sige om straf for de onde, og at Guds vrede ikke har plads nok i denne teologi.
Kritikkere argumenterer også for, at Gud ikke kan krænke nogens frie vilje, og altså ikke kan frelse nogen mod deres egen vilje.

## Universalisme i Bibelen
De, der tror på Apokatastase, baserer meget af deres tro på steder i Det Gamle Testamente og Nye Testamente:

### Det Gamle Testamente
Salmernes Bog 139:8
"Stiger jeg op til himlen, er du dér,
lægger jeg mig i dødsriget (ofte oversat som Helvede), er du dér."
Salmernes Bog 22:27-30
"De ydmyge skal spise og mættes,
de, der søger Herren, skal lovprise ham,
og de skal få nyt mod for evigt.
Hele den vide jord skal huske Herren
og vende tilbage til Herren;
alle folkenes slægter
skal kaste sig ned for dig.
For kongemagten tilhører Herren,
han hersker over folkene.
Ja, alle, der sover i jorden, skal kaste sig ned for ham,
alle, der stiger ned i støvet, skal falde på knæ for ham."
Salmernes Bog 30:6
"For hans vrede varer et øjeblik,
hans nåde hele livet;
om aftenen slår gråden sig ned,
om morgenen er der jubel."
Esjas' bog 45:22-23
"Vend dig til mig, og bliv frelst,
hele du vide jord!
For jeg er Gud, der er ingen anden.
Jeg sværger ved mig selv,
sandhed udgår af min mund,
ord, der ikke vender tilbage:
For mig skal hvert knæ bøje sig,
hver tunge skal sværge ved mig."
Esjas' bog 48:10
"Men jeg har lutret dig, ikke som sølv,
i lidelsens ovn har jeg prøvet dig."
Klagesangene 3:31-33
"For Herren
forstøder ikke for evigt;
nej, selv når han kuer,
forbarmer han sig i sin store troskab;
det er ikke af hjertet,
han mishandler og kuer mennesker."

### Det Nye Testamente
Matthæusevangeliet 18:12-14
"Hvad mener I? Hvis en mand har hundrede får, og ét af dem farer vild, lader han så ikke de nioghalvfems blive i bjergene og går ud og leder efter det vildfarne? Og lykkes det ham at finde det, sandelig, jeg siger jer, han glæder sig mere over det end over de nioghalvfems, der ikke fór vild. Således er det jeres himmelske faders vilje, at ikke en eneste af disse små skal gå fortabt."
Lukasevangeliet 3:5-6
"Hver dal skal fyldes,
hvert bjerg og hver høj skal sænkes,
de krogede veje skal rettes ud,
de ujævne gøres jævne.
Og alle mennesker skal se Guds frelse."
Lukasevangeliet 16:16
"Loven og profeterne havde deres tid indtil Johannes. Siden da forkyndes Guds rige, og alle og enhver trænger (trænges) ind i det."
Lukasevangeliet 19:10
"Menneskesønnen er kommet for at opsøge og frelse det fortabte."
Johannesevangeliet 1:29
"Se, dér er Guds lam, som bærer verdens synd."
Johannesevangeliet 3:16-17
"For således elskede Gud verden, at han gav sin enbårne søn, for at enhver, som tror på ham, ikke skal fortabes, men have evigt liv. For Gud sendte ikke sin søn til verden for at dømme verden, men for at verden skal frelses ved ham."
Johannesevangeliet 12:31-32
"Nu fældes der dom over denne verden, nu skal denne verdens fyrste jages ud. Og når jeg er blevet ophøjet fra jorden, vil jeg drage (trække) alle til mig."
Johannesevangeliet 17:1-2
"Sådan talte Jesus; og han så op mod himlen og sagde: »Fader, timen er kommet. Herliggør din søn, for at Sønnen kan herliggøre dig, ligesom du har givet ham magt over alle mennesker, for at han kan give evigt liv til alle dem, du har givet ham.«"
Apostlenes Gerninger 3:19-21
"Derfor skal I omvende jer og vende om, for at jeres synder kan blive slettet ud; så skal de tider komme fra Herren, da vi kan ånde frit, og han skal sende den Salvede, som forud var bestemt for jer, og det er Jesus; han skal bo i himlen, indtil de tider kommer, da alt det genoprettes, som Gud fra fordums tid har forkyndt gennem sine hellige profeters mund."
Romerbrevet 5:15
"...det forholder sig ikke med nådegaven som med faldet; for døde de mange på grund af den enes fald, er Guds nåde og gave så meget mere kommet de mange rigeligt til gode ved nåden i det ene menneske, Jesus Kristus."
Romerbrevet 5:17-19
"Har døden på grund af den enes fald hersket ved denne ene, så skal endnu mere de, der får retfærdighedens overvældende nåde og gave, få herredømme og liv ved én eneste, Jesus Kristus. Altså: Ligesom en enkelts fald blev til fordømmelse for alle mennesker, sådan er en enkelts retfærdige gerning også blevet til retfærdighed og liv for alle mennesker. For ligesom de mange blev syndere ved det ene menneskes ulydighed, sådan skal også de mange blive retfærdige ved én enestes lydighed."
Romerbrevet 11:32
"For Gud har indesluttet alle i ulydighed for at vise alle barmhjertighed."
Romerbrevet 11:36
"Thi fra ham og ved ham og til ham er alle ting. Ham være ære til evig tid! Amen."
Romerbrevet 14:11
"...der står skrevet:
"Så sandt jeg lever, siger Herren:
For mig skal hvert knæ bøje sig,
og hver tunge skal bekende Gud.""
Korinterbrevet 3:14-15
"Hvis det, han har bygget, bliver stående, skal han få løn, men hvis hans arbejde går op i luer, skal han gå glip af lønnen, men selv blive frelst, dog som gennem ild."
Korinterbrevet 5:4-5
"Han skal, når I er forsamlet i vor Herre Jesu navn, og jeg er åndeligt til stede, med vor Herre Jesu kraft overgives til Satan, så det kødelige kan ødelægges, for at ånden kan frelses på Herrens dag."
Korinterbrevet 15:21-18
"Fordi døden kom ved et menneske, er også de dødes opstandelse kommet ved et menneske. For ligesom alle dør med Adam, skal også alle gøres levende med Kristus. Men hver til sin tid: Kristus som førstegrøden, dernæst, når han kommer, de, som hører Kristus til. Derefter kommer enden, når han har tilintetgjort al magt og myndighed og kraft og overgiver Riget til Gud Fader. For Kristus skal være konge, indtil Gud får lagt alle fjender under hans fødder; som den sidste fjende tilintetgøres døden, for »alt har han lagt under hans fødder« – og når det hedder, at alt er underlagt, er det klart, at undtaget er Gud, der har lagt alt under ham. Og når så alt er underlagt ham, skal også Sønnen selv underlægge sig under ham, som har lagt alt under ham, for at Gud kan være alt i alle."
Andet Korinterbrev 5:14-15
"Thi Kristi kærlighed tvinger os, fordi vi har sluttet, at når én er død for alle, er de alle døde. Og han døde for alle, for at de, der lever, ikke længere skal leve for sig selv, men for ham, der døde og opstod for dem."
Efeserbrevet 1:7-10
"I ham har vi forløsning ved hans blod, tilgivelse for vore synder ved Guds rige nåde. Den gav han os i rigt mål med al visdom og indsigt ved at lade os kende sin viljes hemmelighed ud fra den gode beslutning, han selv forud havde fattet om den frelsesplan for tidernes fylde: at sammenfatte alt i Kristus, både det himmelske og det jordiske."
Efeserbrevet 1:22-23
"Alt har han lagt under hans fødder, og han har givet ham som hoved over alle ting til kirken; den er hans legeme, fylden af ham, der skaber hele sin fylde af alle."
Efeserbrevet 4:4-5
"...ét legeme og én ånd, ligesom I jo også blev kaldet til ét håb; én Herre, én tro, én dåb; én Gud og alles fader, som er over alle, gennem alle og i alle."
Filipperbrevet 2:9-11
"Derfor har Gud højt ophøjet ham
og skænket ham navnet over alle navne,
for at i Jesu navn
hvert knæ skal bøje sig,
i himlen og på jorden og under jorden,
og hver tunge bekende:
Jesus Kristus er Herre,
til Gud Faders ære."
Kolossenserbrevet 1:19-20
"For i ham besluttede hele guddomsfylden at tage bolig og ved ham at forsone alt med sig, på jorden som i himlene, ved at stifte fred ved hans blod på korset"
Første Brev til Timotheus 2:3-6
"Det er godt og værdsat hos Gud, vor frelser, som vil, at alle mennesker skal frelses og komme til erkendelse af sandheden. For der er én Gud og én formidler mellem Gud og mennesker, mennesket Kristus Jesus, som gav sig selv som løsesum for alle – det var vidnesbyrdet, da tiden var inde."
Første Brev til Timotheus 4:10
"Derfor slider og strider vi, fordi vi har sat vort håb til den levende Gud, som er alle menneskers frelser, først og fremmest de troendes."

## Evig straf
Universalismen holder sig til meget ordrette versioner af Det Gamle Testamente og Det Nye Testamente, hvor der ikke findes begreber som "evig straf". Universalister argumenterer for, at ordene Olam (Hebraisk) og Aion (græsk) ikke betyder "en evighed" men snare en bestemt tid, tidsalder, eller tidsperiode.
Matthæus 25:46 fra Rotherhams Emphasized Bible (oversat til dansk):
“Og disse vil gå til den tidsalders tugt, men de retfærdige til den tidsalders liv.”
Oversættelser der er værdsat indenfor Universalismen er:
Youngs Literal Translation, Rotherhams Emphasized Bible, og The Concordant Literal Translation
Universalismen ser den tugt (på græsk kolasin), der er beskrevet i Matthæus 25:46 som en nødvendig proces, der skal rense sjælen for synd. Dommen er altså god for den, der bliver dømt, selv om den kan være en langvarig og smertefuld proces.

## Helvede
Universalismen har flere bud på, hvad der menes med de græske ord, der er blevet oversat til det oldnordiske 'hell' (helvede).
I Det Nye Testamente findes der ord som Gehenna, Hades og Tatarus, der alle tre er blevet oversat til Helvede. Der er flere meninger om, hvad de betyder. De fleste holder dog på, at især Gehenna hentyder til jordisk straf. Nogle siger, at den kom i Den Jødisk-Romerske krig, da Gehenna også var blevet brugt som årsag til dommen over Israel i Jeremias bog. Det er omdiskuteret.